# Ципілешть
Ципілешть, Ципілешті (рум. Țipilești) — село у повіті Ясси в Румунії. Входить до складу комуни Попрікань.
Село розташоване на відстані 335 км на північ від Бухареста, 17 км на північний захід від Ясс.

## Населення
За даними перепису населення 2002 року у селі проживали 327 осіб, усі — румуни. Усі жителі села рідною мовою назвали румунську.